# 7939 Asphaug
7939 Asphaug eller 1991 AP1 är en asteroid i huvudbältet som upptäcktes 14 januari 1991 av den amerikanske astronomen Eleanor F. Helin vid Palomar-observatoriet. Den är uppkallad efter astronomen Erik Ian Asphaug.
Asteroiden har en diameter på ungefär 3 kilometer och den tillhör asteroidgruppen Nysa.